# Walker Howard
Walker Howard (* 1980) ist ein US-amerikanischer Schauspieler. Aufgrund einiger Verwirrungen bezüglich seines Namens wird er oftmals auch als Howard Walker aufgeführt.

## Leben
Seine eigentliches Schauspieldebüt in einer nennenswerten Produktion gab der im Jahre 1980 geborene Walker Howard im Jahre 2000 im Fernsehfilm Damaged Goods, wo er gleich in einer Hauptrolle zu sehen war. Noch im gleichen Jahr folgten für Howard einige weitere Produktionen, wie zum Beispiel im Film Eins, zwei, Pie – Wer die Wahl hat, hat die Qual oder in jeweils einer Episode der Fernsehserien G vs E, Opposite Sex oder Felicity. 
Bereits im Folgejahr wurde Howard in zwei weiteren international bekannten Serien eingesetzt und spielte dabei in jeweils einer Folge von Walker, Texas Ranger und Für alle Fälle Amy mit. 
Nach nur einem Einsatz in einer Folge von Yes, Dear war er ab 2003 wieder öfter in Film und Fernsehen zu sehen. So übernahm er in diesem Jahr eine eher kleine Nebenrolle in Die Stevens schlagen zurück sowie eine Hauptrolle in Knee High P.I. Des Weiteren wurde er in diesem Jahr in einer Episode der nur kurzlebigen Sitcom Like Family eingesetzt. 
2004 folgte eine Hauptrolle in der Komödie Hittin’ It! sowie ein Auftritt in einer Episode von CSI – Den Tätern auf der Spur. Während er mit einem Auftritt in Medium – Nichts bleibt verborgen im Jahre 2005 seinen bislang letzten Einsatz in einer Fernsehserie hatte, war er danach vorwiegend in Filmproduktionen aktiv. Neben einer nicht unwesentlichen Nebenrolle im Film Painkiller Jane, der als Grundlage für die spätere gleichnamige Serie diente, übernahm er 2006 unter anderem neben Kyla Pratt eine Hauptrolle in Dr. Dolittle 3. Neben einem weiteren Einsatz in der Großproduktion The Express im Jahre 2008, wo er als Robert Field in Erscheinung trat, hatte Howard auch eine Rolle im oscarnominierten Kinofilm Transformers – Die Rache. Mit dem Film The Black Waters of Echo’s Pond, in dem er abermals in einer wesentlichen Nebenrolle zu sehen war, hatte er seinen bis dato (Stand: April 2011) letzten nennenswerten Einsatz im Film- und Fernsehgeschäft.

## Filmografie
Filmauftritte (auch Kurzauftritte)
- 2000: Damaged Goods
- 2000: Eins, zwei, Pie – Wer die Wahl hat, hat die Qual (100 Girls)
- 2003: Die Stevens schlagen zurück (The Even Stevens Movie)
- 2003: Knee High P.I.
- 2004: Hittin’ It!
- 2005: Painkiller Jane
- 2006: Dr. Dolittle 3
- 2008: The Express
- 2009: Transformers – Die Rache
- 2009: The Black Waters of Echo’s Pond

Serienauftritte (auch Gast- und Kurzauftritte)
- 2000: G vs E (1 Episode)
- 2000: Opposite Sex (1 Episode)
- 2000: Felicity (1 Episode)
- 2001: Walker, Texas Ranger (1 Episode)
- 2001: Für alle Fälle Amy (Judging Amy) (1 Episode)
- 2002: Yes, Dear (1 Episode)
- 2003: Like Family (1 Episode)
- 2004: CSI – Den Tätern auf der Spur (CSI: Crime Scene Investigation) (1 Episode)
- 2005: Medium – Nichts bleibt verborgen (Medium) (1 Episode)